# It'z Me
It'z Me è il secondo EP del girl group sudcoreano Itzy, pubblicato nel 2020.

## Tracce
1. Wannabe – 3:12
2. Ting Ting Ting (with Oliver Heldens) – 3:39
3. That's a No No – 3:00
4. Nobody Like You – 3:17
5. You Make Me – 3:03
6. I Don't Wanna Dance – 3:09
7. 24Hrs – 2:07

## Successo commerciale
Nella classifica giapponese delle vendite fisiche e digitali It'z Me ha esordito al 13º posto con 4 984 esemplari.

## Classifiche
| Classifica (2020) | Posizione massima |
| ----------------- | ----------------- |
| Corea del Sud     | 1                 |
| Polonia           | 27                |